# Bergs distrikt, Småland
Bergs distrikt är ett distrikt i Växjö kommun och Kronobergs län. Distriktet ligger norr om Växjö. 

## Tidigare administrativ tillhörighet
Distriktet inrättades 2016 och utgörs av socknen Berg i Växjö kommun.
Området motsvarar den omfattning Bergs församling hade 1999/2000.